# Campionato europeo A di football americano 2021
Il campionato europeo A di football americano 2021 (in lingua inglese 2021 American Football European Championship - Group A), noto anche come Europa 2021 in quanto non disputato in un particolare stato, è stata la quindicesima edizione del campionato europeo di football americano per squadre nazionali maggiori maschili organizzato dalla IFAF Europe.
In seguito alla pandemia di COVID-19 del 2019-2021 la fase finale, inizialmente prevista per il 2020, è stata rimandata al 2021.
Il 29 giugno 2021 la federazione britannica ha annunciato che la propria nazionale non avrebbe partecipato alla semifinale con la compagine danese per via del protrarsi della situazione pandemica.

## Squadre partecipanti
Ordinate per data di certezza della posizione raggiunta nel girone di qualificazione.
La Russia, la Svizzera, la Rep. Ceca e la Serbia esordiscono in una fase finale del campionato europeo maggiore.
Sono presenti tutte le nazionali che hanno vinto almeno una volta il titolo europeo ad eccezione della Germania (ossia Svezia, Italia, Finlandia, Francia e Gran Bretagna).
| Pr. | Squadra       | Data di qualificazione | Qualificata in quanto                       | Ultima partecipazione |
| --- | ------------- | ---------------------- | ------------------------------------------- | --------------------- |
| 1   | Paesi Bassi   | 19 ottobre 2019        | 3ª class. nel girone C delle qualificazioni | Finlandia 1991        |
| 2   | Russia        | 19 ottobre 2019        | 3ª class. nel girone D delle qualificazioni | Esordiente            |
| 3   | Italia        | 20 ottobre 2019        | 1ª class. nel girone B delle qualificazioni | Italia 1997           |
| 4   | Austria       | 20 ottobre 2019        | 2ª class. nel girone B delle qualificazioni | Finlandia 2018        |
| 5   | Svizzera      | 20 ottobre 2019        | 3ª class. nel girone B delle qualificazioni | Esordiente            |
| 6   | Finlandia     | 26 ottobre 2019        | 1ª class. nel girone C delle qualificazioni | Finlandia 2018        |
| 7   | Danimarca     | 26 ottobre 2019        | 2ª class. nel girone C delle qualificazioni | Finlandia 2018        |
| 8   | Rep. Ceca     | 27 ottobre 2019        | 3ª class. nel girone A delle qualificazioni | Esordiente            |
| 9   | Svezia        | 2 novembre 2019        | 1ª class. nel girone D delle qualificazioni | Finlandia 2018        |
| 10  | Gran Bretagna | 2 novembre 2019        | 2ª class. nel girone D delle qualificazioni | Finlandia 2018        |
| 11  | Francia       | 9 novembre 2019        | 1ª class. nel girone A delle qualificazioni | Finlandia 2018        |
| 12  | Serbia        | 9 novembre 2019        | 2ª class. nel girone A delle qualificazioni | Esordiente            |

## Tabelloni
| Tabellone 1º - 4º posto | Tabellone 5º - 8º posto | Tabellone 9º - 12º posto |
| ----------------------- | ----------------------- | ------------------------ |
| Italia                  | Austria                 | Paesi Bassi              |
| Finlandia               | Danimarca               | Russia                   |
| Svezia                  | Gran Bretagna           | Svizzera                 |
| Francia                 | Serbia                  | Rep. Ceca                |

|  | Semifinali | Semifinali | Semifinali |        |    | Finale               | Finale               | Finale               |  |
|  |            |            |            |        |    |                      |                      |                      |  |
|  | 7          | Italia     | 35         |        |    |                      |                      |                      |  |
|  | 7          | Italia     | 35         |        |    |                      |                      |                      |  |
|  | 1          | Francia    | 0 d.g.s.   |        |    |                      |                      |                      |  |
|  | 1          | Francia    | 0 d.g.s.   |        | 7  | Italia               | 41                   |                      |  |
|  |            |            |            |        | 7  | Italia               | 41                   |                      |  |
|  |            |            | 4          | Svezia | 14 |                      |                      |                      |  |
|  | 3          | Finlandia  | 4          | Svezia | 14 | 14                   |                      |                      |  |
|  | 3          | Finlandia  |            |        |    | 14                   |                      |                      |  |
|  | 4          | Svezia     | 22         |        |    | Finale 3º - 4º posto | Finale 3º - 4º posto | Finale 3º - 4º posto |  |
|  | 4          | Svezia     | 22         |        |    |                      |                      |                      |  |
|  |            |            |            |        |    |                      |                      |                      |  |
|  |            |            |            |        |    | 1                    | Francia              | 6                    |  |
|  |            |            |            |        |    | 1                    | Francia              | 6                    |  |
|  |            |            |            |        |    | 3                    | Finlandia            | 14                   |  |

|  | Semifinali | Semifinali    | Semifinali |           |    | Finale 5º - 6º posto | Finale 5º - 6º posto | Finale 5º - 6º posto |  |
|  |            |               |            |           |    |                      |                      |                      |  |
|  | 2          | Austria       | 48         |           |    |                      |                      |                      |  |
|  | 2          | Austria       | 48         |           |    |                      |                      |                      |  |
|  | 8          | Serbia        | 6          |           |    |                      |                      |                      |  |
|  | 8          | Serbia        | 6          |           | 2  | Austria              | 38                   |                      |  |
|  |            |               |            |           | 2  | Austria              | 38                   |                      |  |
|  |            |               | 6          | Danimarca | 25 |                      |                      |                      |  |
|  | 5          | Gran Bretagna | 6          | Danimarca | 25 | 0                    |                      |                      |  |
|  | 5          | Gran Bretagna |            |           |    | 0                    |                      |                      |  |
|  | 6          | Danimarca     | 35 d.g.s.  |           |    | Finale 7º - 8º posto | Finale 7º - 8º posto | Finale 7º - 8º posto |  |
|  | 6          | Danimarca     | 35 d.g.s.  |           |    |                      |                      |                      |  |
|  |            |               |            |           |    |                      |                      |                      |  |
|  |            |               |            |           |    | 8                    | Serbia               | 35                   |  |
|  |            |               |            |           |    | 8                    | Serbia               | 35                   |  |
|  |            |               |            |           |    | 5                    | Gran Bretagna        | 0 d.g.s.             |  |

|  | Semifinali | Semifinali  | Semifinali |          |    | Finale 9º - 10º posto  | Finale 9º - 10º posto  | Finale 9º - 10º posto  |  |
|  |            |             |            |          |    |                        |                        |                        |  |
|  | 9          | Rep. Ceca   | 0          |          |    |                        |                        |                        |  |
|  | 9          | Rep. Ceca   | 0          |          |    |                        |                        |                        |  |
|  | 12         | Russia      | 35 d.g.s.  |          |    |                        |                        |                        |  |
|  | 12         | Russia      | 35 d.g.s.  |          | 12 | Russia                 | 36                     |                        |  |
|  |            |             |            |          | 12 | Russia                 | 36                     |                        |  |
|  |            |             | 10         | Svizzera | 9  |                        |                        |                        |  |
|  | 10         | Svizzera    | 10         | Svizzera | 9  | 35                     |                        |                        |  |
|  | 10         | Svizzera    |            |          |    | 35                     |                        |                        |  |
|  | 11         | Paesi Bassi | 0 d.g.s.   |          |    | Finale 11º - 12º posto | Finale 11º - 12º posto | Finale 11º - 12º posto |  |
|  | 11         | Paesi Bassi | 0 d.g.s.   |          |    |                        |                        |                        |  |
|  |            |             |            |          |    |                        |                        |                        |  |
|  |            |             |            |          |    | 9                      | Rep. Ceca              | 35                     |  |
|  |            |             |            |          |    | 9                      | Rep. Ceca              | 35                     |  |
|  |            |             |            |          |    | 11                     | Paesi Bassi            | 0 d.g.s.               |  |

## Risultati

### Semifinali
| agosto 2021 | Gran Bretagna | 0 – 35 (a tavolino) | Danimarca |  |

| Arbitri: | V. Lamminsalo J. Kaja J. Kalliokoski Hellgren D. Sjoholm J. Holmberg A. Naumanen |

| |           | |
| Pajarinen 8':45" Q1 (TD) 90yd run Jauhiainen Q1 (pat) Jauhiainen 6':49" Q1 (TD) 44yd pass from Kadmiry Jauhiainen Q1 (pat) | Marcatori | Petersson 5':55" Q2 (saf) tackle T. Lehtonen for loss of 1yd at 0yd Taborda 2':23" Q2 (TD) 81yd pass from Juhlin Gorecki Q2 (pat) Juhlin 7':42" Q4 (TD) 1yd run Göransson 2':32" Q4 (TD) 1yd run Gorecki Q4 (pat) |

| Piacenza 7 agosto 2021, ore 21:00         | Italia     | 35 – 0 (a tavolino) referto | Francia | Stadio Leonardo Garilli |
| Giuliano Allenatori Jean Philippe Dinglor |            |                             |         |                         |
|                                           |            |                             |         |                         |
| Giuliano                                  | Allenatori | Jean Philippe Dinglor       |         |                         |

| Vienna 8 agosto 2021, ore 15:00 | Austria   | 48 – 6 (14-0 14-6 14-0 6-0) referto        | Serbia | Footballzentrum Ravelin (500 spett.) |
| F. Wegan 7':13" Q1 ( TD ) 1yd run Schwarz Q1 ( pat ) F. Wegan 2':28" Q1 ( TD ) 10yd run Schwarz Q1 ( pat ) Mayr 8':58" Q2 ( TD ) 50yd kickoff return Schwarz Q2 ( pat ) Bierbaumer 2':20" Q2 ( TD ) 17yd pass from Thury Schwarz Q2 ( pat ) Haun 5':22" Q3 ( TD ) 17yd pass from Hrouda Schwarz Q3 ( pat ) Ogbevoen 1':31" Q3 ( TD ) 90yd fumble recovery Schwarz Q3 ( pat ) Haslwanter 9':10" Q4 ( TD ) 54yd run Marcatori Todorov 9':11" Q2 ( TD ) 5yd pass from Tasić |           |                                            |        |                                      |
| |           |                                            |        |                                      |
| F. Wegan 7':13" Q1 (TD) 1yd run Schwarz Q1 (pat) F. Wegan 2':28" Q1 (TD) 10yd run Schwarz Q1 (pat) Mayr 8':58" Q2 (TD) 50yd kickoff return Schwarz Q2 (pat) Bierbaumer 2':20" Q2 (TD) 17yd pass from Thury Schwarz Q2 (pat) Haun 5':22" Q3 (TD) 17yd pass from Hrouda Schwarz Q3 (pat) Ogbevoen 1':31" Q3 (TD) 90yd fumble recovery Schwarz Q3 (pat) Haslwanter 9':10" Q4 (TD) 54yd run                                                                                  | Marcatori | Todorov 9':11" Q2 (TD) 5yd pass from Tasić |        |                                      |

| agosto 2021 | Svizzera | 35 – 0 (a tavolino) | Paesi Bassi |  |

| 2 ottobre 2021 | Rep. Ceca | 0 – 35 (a tavolino) | Russia |  |

### Finali

#### Finale 11º - 12º posto
| ottobre 2021 | Rep. Ceca | 35 – 0 (a tavolino) | Paesi Bassi |  |

#### Finale 9º - 10º posto
| Arbitri: | Fouillet Fotsch-Ueberrhein Schwarz Platonov Strähl Petschovsky K. Čechov |

|                                       |           | |
| Stirnimann Q2 (FG) Mbungu Q3 (TD) run | Marcatori | Ni Q2 (TD) run Grinjaev Q2 (pat) Zav'jalov Q3 (TD) run Grinjaev Q3 (FG) Ni Q4 (TD) run Nikolaev Q4 (TD) pass from Belov Grinjaev Q4 (pat) Kistkin Q4 (TD) run Grinjaev Q4 (pat) |

#### Finale 7º - 8º posto
| ottobre 2021 | Serbia | 35 – 0 (a tavolino) | Gran Bretagna |  |

#### Finale 5º - 6º posto
| Gladsaxe 30 ottobre 2021, ore 13:00 | Danimarca | 25 – 38 (0-10 12-14 6-14 7-0) referto | Austria | Gladsaxe Stadium |
| Føns Q2 ( TD ) run Vahl Q2 ( TD ) run Steinhauer Q3 ( TD ) pass from Kronborg Urth Q4 ( TD ) ? ? Q4 ( pat ) Marcatori Haun Q1 ( TD ) pass from Thury Kager Q1 ( pat ) Kager Q1 ( FG ) Haun Q2 ( TD ) pass from Thury Kager Q2 ( pat ) Bierbaumer Q2 ( TD ) pass from Thury Kager Q2 ( pat ) Frey Q3 ( TD ) ? Kager Q3 ( pat ) Bierbaumer Q3 ( TD ) ? Kager Q3 ( pat ) |           | |         |                  |
| |           | |         |                  |
| Føns Q2 (TD) run Vahl Q2 (TD) run Steinhauer Q3 (TD) pass from Kronborg Urth Q4 (TD) ? ? Q4 (pat) | Marcatori | Haun Q1 (TD) pass from Thury Kager Q1 (pat) Kager Q1 (FG) Haun Q2 (TD) pass from Thury Kager Q2 (pat) Bierbaumer Q2 (TD) pass from Thury Kager Q2 (pat) Frey Q3 (TD) ? Kager Q3 (pat) Bierbaumer Q3 (TD) ? Kager Q3 (pat) |         |                  |

#### Finale 3º - 4º posto
| Vantaa 30 ottobre 2021 | Finlandia  | 14 – 6 (7-0 7-6 0-0 0-0) referto          | Francia | Myyrmäen jalkapallostadion (525 spett.) |
| Wasiljeff 1':24" Q1 ( TD ) 1yd pass from Kadmiry Niskanen Q1 ( pat ) Barrow 10':01" Q2 ( TD ) 1yd run Niskanen Q2 ( pat ) Marcatori Bidaux 3':50" Q2 ( TD ) 0yd fumble recovery Mele Mosqueda Allenatori Jean Philippe Dinglor |            |                                           |         |                                         |
| |            |                                           |         |                                         |
| Wasiljeff 1':24" Q1 (TD) 1yd pass from Kadmiry Niskanen Q1 (pat) Barrow 10':01" Q2 (TD) 1yd run Niskanen Q2 (pat) | Marcatori  | Bidaux 3':50" Q2 (TD) 0yd fumble recovery |         |                                         |
| Mele Mosqueda | Allenatori | Jean Philippe Dinglor                     |         |                                         |

#### Finale
| Arbitri: | M. Schwieger Sala Hellgren F. Garlaschi D. Sjoholm Mandoki Zampedri J. Kaya |

| |            | |
| Wetterberg 7':29" Q3 (TD) 3yd pass from Juhlin Jönsson Q3 (tpc) pass from Gorecki M. Gauthier 3':45" Q4 (TD) 9yd pass from Juhlin | Marcatori  | Gentili 10':42" Q1 (TD) 17yd run Felli Q1 (pat) Bouah 6':01" Q1 (TD) 13yd pass from Zahradka Alinovi 8':35" Q1 (TD) 3yd pass from Zahradka Felli Q1 (pat) Gentili 6':05" Q1 (TD) 14yd run Felli Q1 (pat) Alinovi 0':19" Q1 (TD) 1yd pass from Zahradka Felli Q1 (pat) Diaco 7':07" Q4 (TD) 1yd run Felli Q4 (pat) |
| BD Kennedy | Allenatori | Giuliano |

## Verdetti
| Campione d'Europa 2021 Italia (3º titolo) Italia e Svezia qualificate per il Campionato mondiale di football americano 2025 in Germania. Repubblica Ceca e Paesi Bassi retrocesse nel gruppo B. |

## Marcatori
| Giocatore   | Naz.      | TD rush | TD recv | TD int | TD p.ret | TD k.ret | TD oth | Xp1 | Xp2 | FG | Saf | Totale |
| ----------- | --------- | ------- | ------- | ------ | -------- | -------- | ------ | --- | --- | -- | --- | ------ |
| Bierbaumer  | Austria   | 0       | 2       | 0      | 0        | 0        | 1      | 0   | 0   | 0  | 0   | 18     |
| Haun        | Austria   | 0       | 3       | 0      | 0        | 0        | 0      | 0   | 0   | 0  | 0   | 18     |
| Alinovi     | Italia    | 0       | 2       | 0      | 0        | 0        | 0      | 0   | 0   | 0  | 0   | 12     |
| Gentili     | Italia    | 2       | 0       | 0      | 0        | 0        | 0      | 0   | 0   | 0  | 0   | 12     |
| Ni          | Russia    | 2       | 0       | 0      | 0        | 0        | 0      | 0   | 0   | 0  | 0   | 12     |
| F. Wegan    | Austria   | 2       | 0       | 0      | 0        | 0        | 0      | 0   | 0   | 0  | 0   | 12     |
| Jauhiainen  | Finlandia | 0       | 1       | 0      | 0        | 0        | 0      | 2   | 0   | 0  | 0   | 8      |
| Kager       | Austria   | 0       | 0       | 0      | 0        | 0        | 0      | 5   | 0   | 1  | 0   | 8      |
| Barrow      | Finlandia | 1       | 0       | 0      | 0        | 0        | 0      | 0   | 0   | 0  | 0   | 6      |
| Bidaux      | Francia   | 0       | 0       | 0      | 0        | 0        | 1      | 0   | 0   | 0  | 0   | 6      |
| Bouah       | Italia    | 0       | 1       | 0      | 0        | 0        | 0      | 0   | 0   | 0  | 0   | 6      |
| Diaco       | Italia    | 1       | 0       | 0      | 0        | 0        | 0      | 0   | 0   | 0  | 0   | 6      |
| Føns        | Danimarca | 1       | 0       | 0      | 0        | 0        | 0      | 0   | 0   | 0  | 0   | 6      |
| Frey        | Austria   | 0       | 0       | 0      | 0        | 0        | 1      | 0   | 0   | 0  | 0   | 6      |
| M. Gauthier | Svezia    | 0       | 1       | 0      | 0        | 0        | 0      | 0   | 0   | 0  | 0   | 6      |
| Göransson   | Svezia    | 1       | 0       | 0      | 0        | 0        | 0      | 0   | 0   | 0  | 0   | 6      |
| Grinjaev    | Russia    | 0       | 0       | 0      | 0        | 0        | 0      | 3   | 0   | 1  | 0   | 6      |
| Haslwanter  | Austria   | 1       | 0       | 0      | 0        | 0        | 0      | 0   | 0   | 0  | 0   | 6      |
| P. Juhlin   | Svezia    | 1       | 0       | 0      | 0        | 0        | 0      | 0   | 0   | 0  | 0   | 6      |
| Kistkin     | Russia    | 1       | 0       | 0      | 0        | 0        | 0      | 0   | 0   | 0  | 0   | 6      |
| Mayr        | Austria   | 0       | 0       | 0      | 0        | 1        | 0      | 0   | 0   | 0  | 0   | 6      |
| Mbungu      | Svizzera  | 1       | 0       | 0      | 0        | 0        | 0      | 0   | 0   | 0  | 0   | 6      |
| Nikolaev    | Russia    | 0       | 1       | 0      | 0        | 0        | 0      | 0   | 0   | 0  | 0   | 6      |
| Ogbevoen    | Austria   | 0       | 0       | 0      | 0        | 0        | 1      | 0   | 0   | 0  | 0   | 6      |
| Pajarinen   | Finlandia | 1       | 0       | 0      | 0        | 0        | 0      | 0   | 0   | 0  | 0   | 6      |
| Schwarz     | Austria   | 0       | 0       | 0      | 0        | 0        | 0      | 6   | 0   | 0  | 0   | 6      |
| Steinhauer  | Danimarca | 0       | 1       | 0      | 0        | 0        | 0      | 0   | 0   | 0  | 0   | 6      |
| Taborda     | Svezia    | 0       | 1       | 0      | 0        | 0        | 0      | 0   | 0   | 0  | 0   | 6      |
| Todorov     | Serbia    | 0       | 1       | 0      | 0        | 0        | 0      | 0   | 0   | 0  | 0   | 6      |
| Urth        | Danimarca | 0       | 0       | 0      | 0        | 0        | 1      | 0   | 0   | 0  | 0   | 6      |
| Vahl        | Danimarca | 1       | 0       | 0      | 0        | 0        | 0      | 0   | 0   | 0  | 0   | 6      |
| Wasiljeff   | Finlandia | 0       | 1       | 0      | 0        | 0        | 0      | 0   | 0   | 0  | 0   | 6      |
| Wetterberg  | Svezia    | 0       | 1       | 0      | 0        | 0        | 0      | 0   | 0   | 0  | 0   | 6      |
| Zav'jalov   | Russia    | 1       | 0       | 0      | 0        | 0        | 0      | 0   | 0   | 0  | 0   | 6      |
| Felli       | Italia    | 0       | 0       | 0      | 0        | 0        | 0      | 5   | 0   | 0  | 0   | 5      |
| Stirnimann  | Svizzera  | 0       | 0       | 0      | 0        | 0        | 0      | 0   | 0   | 1  | 0   | 3      |
| Gorecki     | Svezia    | 0       | 0       | 0      | 0        | 0        | 0      | 2   | 0   | 0  | 0   | 2      |
| Jönsson     | Svezia    | 0       | 0       | 0      | 0        | 0        | 0      | 0   | 1   | 0  | 0   | 2      |
| Niskanen    | Finlandia | 0       | 0       | 0      | 0        | 0        | 0      | 2   | 0   | 0  | 0   | 2      |
| Petersson   | Svezia    | 0       | 0       | 0      | 0        | 0        | 0      | 0   | 0   | 0  | 1   | 2      |
| ?           | Danimarca | 0       | 0       | 0      | 0        | 0        | 0      | 1   | 0   | 0  | 0   | 1      |

## Passer rating
Mancano i dati degli incontri Svizzera-Russia e Danimarca-Austria.
La classifica tiene in considerazione soltanto i quarterback con almeno 10 lanci effettuati.
| Giocatore  | Naz.      | G | Att | Comp | Int | Yds | TD | NFL    | NCAA   |
| ---------- | --------- | - | --- | ---- | --- | --- | -- | ------ | ------ |
| Zahradka   | Italia    | 1 | 24  | 20   | 1   | 286 | 3  | 138,54 | 216,35 |
| Thury      | Austria   | 1 | 11  | 7    | 0   | 103 | 1  | 124,43 | 172,29 |
| Tasić      | Serbia    | 1 | 20  | 10   | 0   | 148 | 1  | 91,25  | 128,66 |
| P. Juhlin  | Svezia    | 2 | 56  | 27   | 1   | 393 | 3  | 81,92  | 121,27 |
| Torrelli   | Francia   | 1 | 11  | 5    | 0   | 63  | 0  | 63,83  | 93,56  |
| Kadmiry    | Finlandia | 2 | 41  | 17   | 1   | 173 | 2  | 60,32  | 88,13  |
| Hrouda     | Austria   | 1 | 7   | 3    | 0   | 49  | 1  |        |        |
| Cremades   | Francia   | 1 | 3   | 2    | 0   | 2   | 0  |        |        |
| Hennessey  | Italia    | 1 | 2   | 1    | 0   | 14  | 0  |        |        |
| Alinovi    | Italia    | 1 | 1   | 1    | 0   | -3  | 0  |        |        |
| Bertellin  | Francia   | 1 | 1   | 0    | 0   | 0   | 0  |        |        |
| Floret     | Francia   | 1 | 1   | 1    | 0   | 20  | 0  |        |        |
| Linnainmaa | Finlandia | 1 | 1   | 0    | 0   | 0   | 0  |        |        |
| Urjansson  | Finlandia | 1 | 1   | 0    | 1   | 0   | 0  |        |        |